# Dolichirhynchus
Dolichirhynchus é um género botânico pertencente à família Brassicaceae.